# 1993 في كولومبيا
فيما يلي قوائم الأحداث التي وقعت خلال عام 1993 في كولومبيا.

## رياضة
- 4 أبريل – طواف كولومبيا 1993 الفائزون إزرائيل أوتشوا، Édgar Humberto Ruiz [الإنجليزية]‏، كارلوس خاراميو.

## موسيقى

### ألبومات
من الألبومات التي صدرت هذه السنة في كولومبيا:
- 1 يناير – خطر من غناء شاكيرا.

## مواليد

### يناير
- 15 يناير – بولينا فيغا
- 18 يناير – خوان كوينتيرو لاعب كرة قدم كولومبي.
- 24 يناير – كيفن ريوس درّاج طريق كولومبي.

### فبراير
- 28 فبراير – إيدر ألفاريس بالانتا لاعب كرة قدم كولومبي.[1]

### مارس
- 8 مارس – كيفين رولان مغني كولومبي.

### مايو
- 23 مايو – يوليانا ليزارازو لاعبة كرة مضرب كولومبية.

### يونيو
- 2 يونيو – كريستيان بونيا لاعب كرة قدم كولومبي.[2]

### يوليو
- 7 يوليو – غابي تشافيس
- 18 يوليو – دييغو أبوإيلا لاعب كرة قدم كولومبي.[3]

### سبتمبر
- 3 سبتمبر – أندريا توفار
- 17 سبتمبر – ساندرا أريناس منافِسة أوليمبية كولومبية.[4]

### ديسمبر
- 25 ديسمبر – أريادنا غوتيريز[5]

## وفيات

### يناير
- 21 يناير – خوان فرنانديز (مواليد 1894)

### نوفمبر
- 25 نوفمبر – خوان كارلوس كاستيو (مواليد 1964) درّاج طريق كولومبي.

### ديسمبر
- 2 ديسمبر – بابلو إسكوبار (مواليد 1949) بارون مخدرات كولومبي.[6]